# 萊茹爾冰川
萊茹爾冰川（英語：Laizure Glacier）是南極洲的冰川，位於奧次地，處於德雷克角以西，根據美國海軍的圖片繪入地圖，美國地質調查局根據測量和該國海軍的空中照片繪入地圖，現時由南極條約體系管理。